# (21543) Jessop
(21543) Jessop (1998 QQ24) – planetoida z pasa głównego asteroid okrążająca Słońce w ciągu 5,87 lat w średniej odległości 3,25 j.a. Odkryta 17 sierpnia 1998 roku.